# Convento de Nuestra Señora del Perpetuo Socorro (Guadalajara, Jalisco)
Convento de Nuestra Señora del Perpetuo Socorro o comúnmente conocido como Templo del Perpetuo Socorro o El Perpetuo Socorro es una célebre Iglesia de la ciudad de Gualadajara Jalisco sede de un convento pasionista donde tienen a los religiosos postulantes de la Provincia Mexicana de la Congregación de la Pasión desde 2020.

## Historia

### Inicios
De este convento únicamente se sabe que su construcción se inició en 1914 para alojar a los Redentoristas. Su arquitecto fue Luis Ugar, la construcción finalizó en 1924.

### Ausencia de Religiosos
Cuando empezó la Guerra Cristera los religiosos redentoristas, por ser de origen italiano, fueron expulsados aproximadamente en 1933 y el templo pasó a la dirección de la Parroquia de Mexicalzingo, lo más probable es que igual que otras órdenes religiosas trabajaron clandestinamente desde 1929 a 1933.

### Llegada de los Pasionistas
En 1933 la Congregación de la Pasión la cual anteriormente residía el templo de la Soledad ubicado en aquellos entonces al lado derecho de Catedral, donde ahora se encuentra la Rotonda de hombres ilustres de Jalisco, los religiosos ocuparían el templo y el convento de forma clandestina. Debido a las leyes impuestas por el presidente Plutarco Elías Calles tuvieron que vivir en casas particulares. 

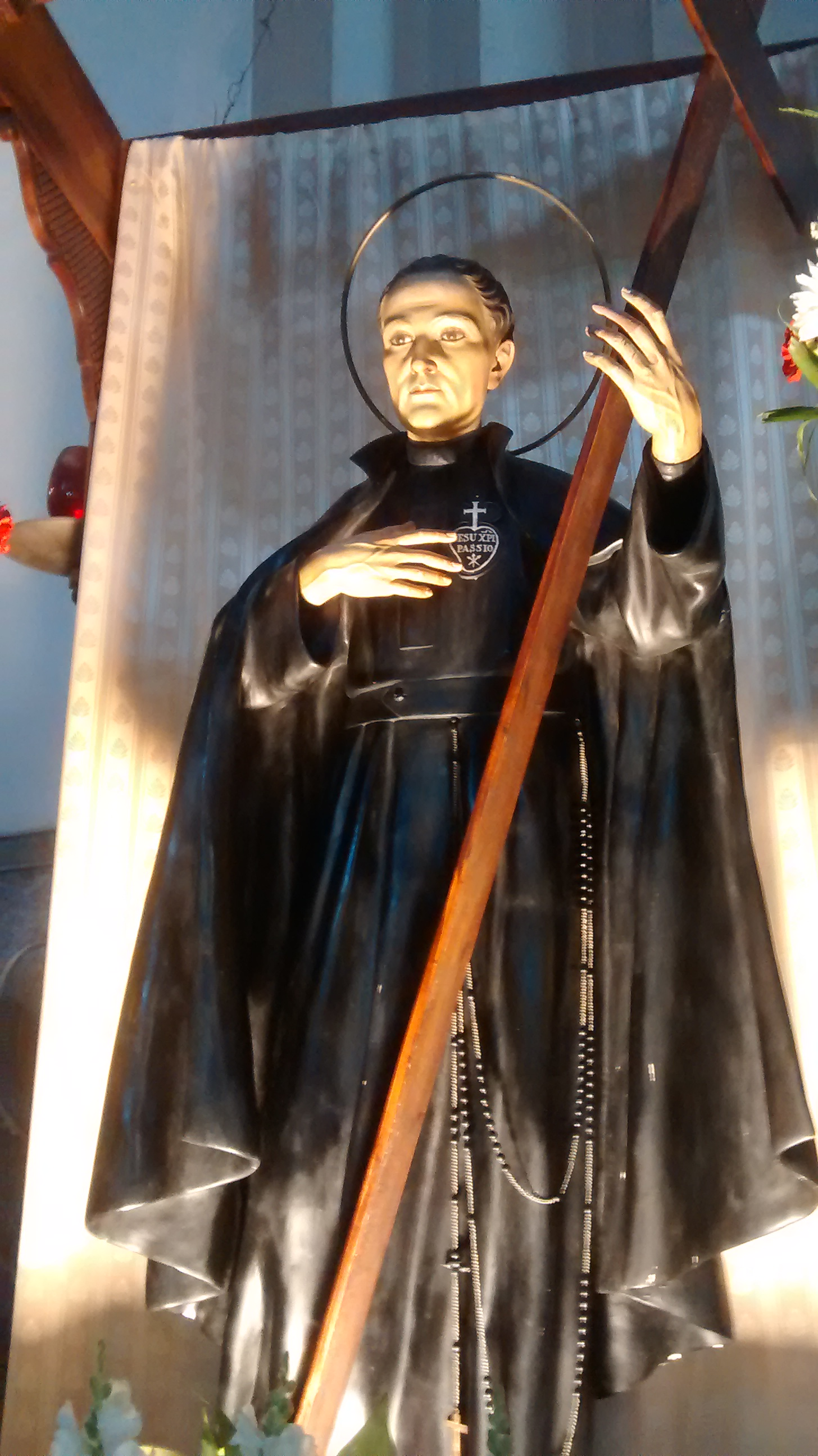
Escultura de San Pablo de la Cruz.

Cuando terminaron las persecuciones religiosas instigadas por el gobierno, volverían a tomar posesión del templo y del convento hecho que se formalizó con la autorización del Cardenal Juan Sandoval Iñiguez en 1984 manteniéndose vigente actualmente.
Este santuario fue erigido como capellanía oficialmente por el cardenal José Francisco Robles Ortega en 2012, pertenece al decanato Nuestra Señora de la Paz con sede canónica en la parroquia del mismo nombre en Avenida Paz en Guadalajara.

## La estancia de un Santo
En 1933 se encontraba en el convento Nicéforo de Jesús y María, uno de los beatos mártires de Daimiel, que en 1934, fue llamado a Daimiel por sus superiores para dirigir a los postulantes.

## El Icono
El Icono que se venera en el altar mayor es una copia traída desde la Iglesia de San Alfonso en Roma, data del año 1932 y fue bendecido por el Papa Pío XI y dicha copia certificada es la número 5943 procedente de la Iglesia de San Alfonso de Roma, se emitió durante el periodo en que la Congregación del Santísimo Redentor tenía como padre general al rev. Patricio Murray.
La imagen anterior a este icono aún se conserva en el comedor del convento y es un lienzo de un metro y medio por un metro con veinte centímetros que no recibe culto alguno.

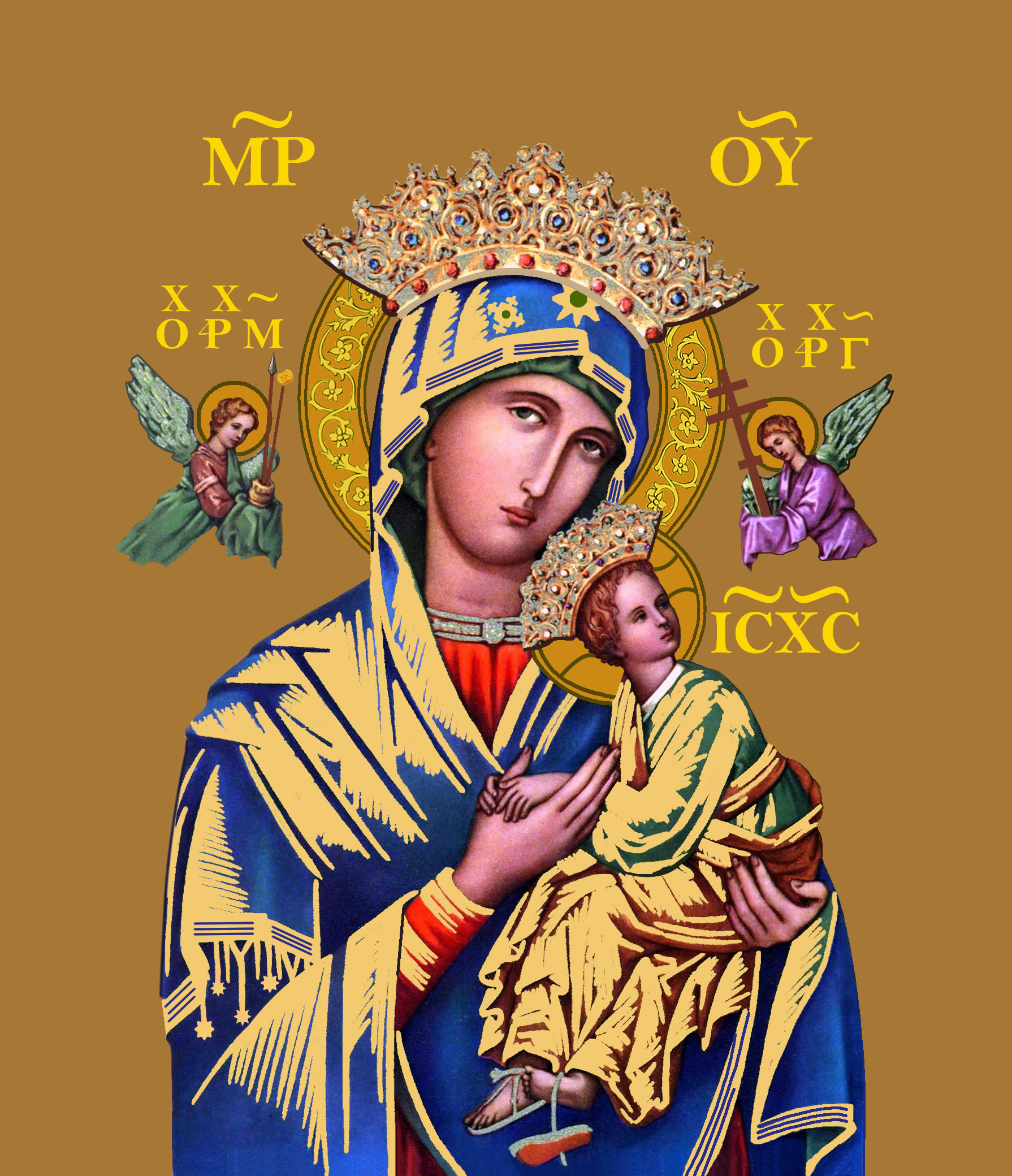
Icono venerado en el templo del Perpetuo Socorro.

## Descripción del Edificio

### Arquitectura
La arquitectura y el diseño del Templo es Barroco, inclinándose al gótico de planta con forma de Cruz Griega, rematada en el ábside con forma de círculo donde se encuentra el altar a Nuestra Señora del Perpetuo Socorro.

### Fachada
La fachada del edificio es de estilo barroco de color amarillo. la parte superior está rematada por una virgen del perpetuo socorro tallada en piedra encerrado en un cartel barroco y a un lado los ángeles mostrando los instrumentos de la pasión y abajo del mismo hay un pilar de la virgen del perpetuo socorro que solo cuenta con una torre de campanario. En el atrio hay muchas palmeras que le dan un toque elegante a semejanza de las iglesias de Granada España.

### Interior

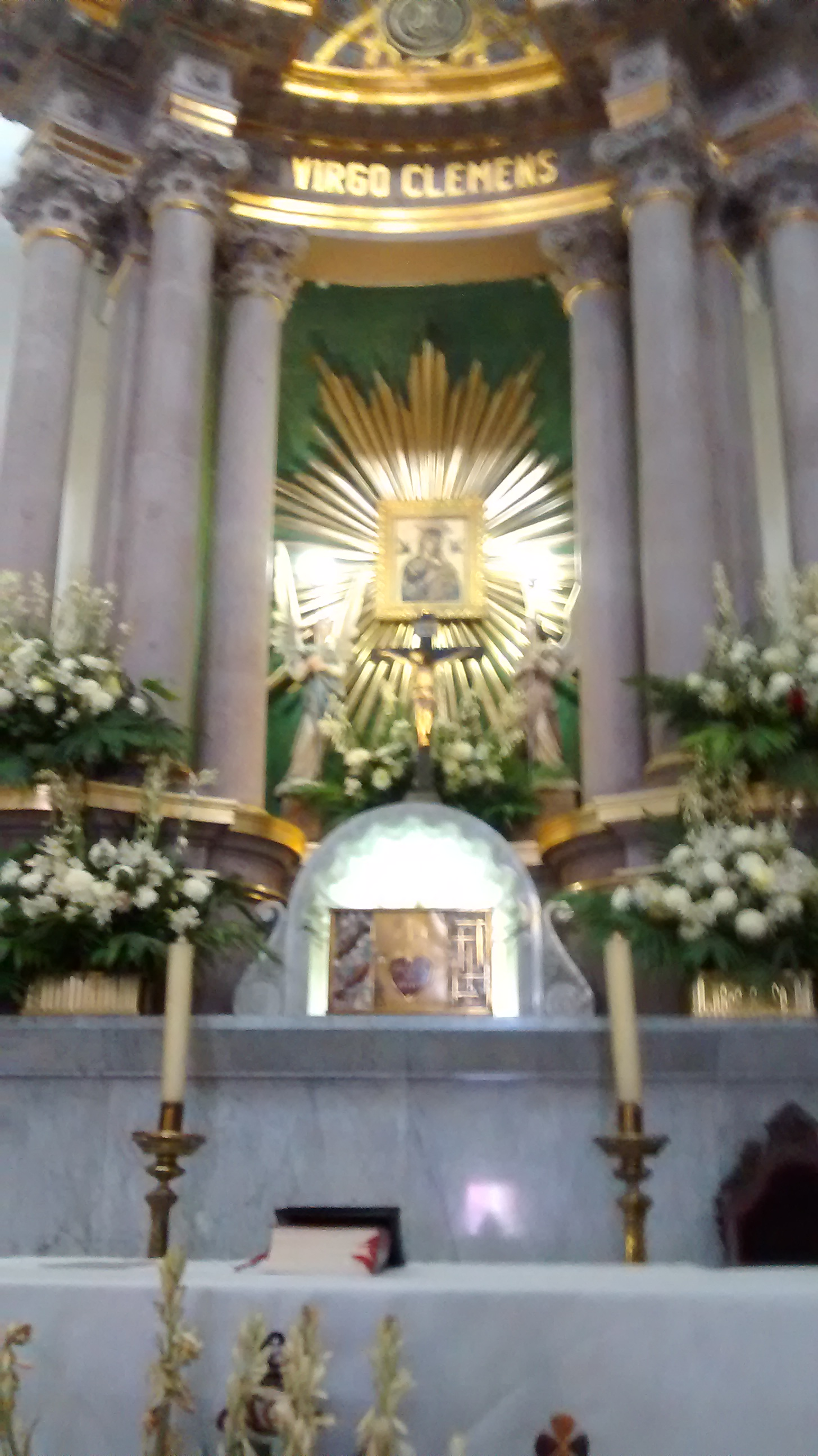
Altar mayor.

Por dentro esta lleno de ventanas que dan mucha luz, su planta es de cruz romana paleocristiana y el ícono se encuentra en un magnífico altar con querubines y las palabras en mayúsculas VIRGO CLEMENS; a un lado se encuentra un altar titulado apoteosis de la congregación de la pasión con las esculturas de Cristo crucificado, la Virgen de los Dolores, San Pablo de la Cruz, Santa Gema Galgani y San Gabriel de Nuestra Señora de los Dolores y en el otro extremo un altar en honor a la Virgen de Guadalupe y abajo San Juan Diego.

## Fecha de Inauguración
Aunque el templo se terminó en 1934, no fue hasta 1944 cuando se inauguró formalmente después de la Guerra Cristera.